# Octombrie 2004
Acest articol este generat integral pe baza informațiilor din articolul 2004 și este actualizat periodic de un robot.
 Editările făcute în articol vor fi șterse la următoarea actualizare! Dacă doriți să faceți modificări, editați articolul-sursă.

ianuarie -
februarie -
martie -
aprilie -
mai -
iunie -
iulie -
august -
septembrie -
octombrie -
noiembrie -
decembrie
Octombrie 2004 a fost a zecea lună a anului și a început într-o zi de vineri.

## Evenimente
- 2 octombrie: Debutul primei telenovele românești „Numai iubirea”.
- 2 octombrie: Theodor Stolojan a anunțat că se retrage din cursa prezidențială și de la conducerea Partidului Liberal din motive de sănatate.[1]
- 3 octombrie: Copreședintele Alianței DA, Traian Băsescu, declară într-o conferință de presă că retragerea lui Stolojan este efectul unui șantaj inițiat de partidul de la putere, precizând că lui Stolojan i se pregăteau dosare trucate legate de afacerea „Megapower”, iar liderul liberal nu a mai rezistat presiunilor la care era supus. Băsescu a declarat ca va accepta să candideze pentru funcția de șef al statului, dacă PNL îi va face o astfel de propunere.[2]
- 6 octombrie: Traian Băsescu este nominalizat candidat al Alianței DA pentru funcția de președinte al României. Dacă Alianța va câștiga alegerile postul de prim-ministru va reveni Partidului Național Liberal.
- 6 octombrie: Se dă publicității ultimul raport de țară pe care Comisia Europeană îl face asupra României, în calitate de țară candidată la UE. România este evaluată ca fiind o țară în care „corupția rămâne o problemă serioasă și larg răspândită, afectând aproape toate aspectele societății”, în care politicienii fac presiuni mari asupra justiției și a presei, iar administrația publică rămâne „greoaie, lipsită de profesionalism, prost plătită și prost organizată”. Pe de altă parte se remarcă accelerarea ritmului reformelor, realizarea unor privatizări masive. România mai are de închis 3 capitole dintre care două (concurența și justiție și afaceri interne) au „probleme serioase”. România primește statutul de economie funcțională de piață și se recomandă aderarea comuna la UE a României și Bulgariei în 2007.[3][4]
- 7 octombrie: Agenția Națională de Administrare Fiscală ceare în instanță declanșarea procedurilor de faliment a peste 2.000 de firme care au datorii uriașe la bugetul de stat. În capul listei se află societatea RAFO Onești, cu o datorie de 7.673,2 miliarde de lei, circa 204 milioane de euro.[5] A doua zi s-a anunțat că RAFO Onești a cumpărat societatea Carom Onești deținută de omul de afaceri Ovidiu Tender, preluând și datoriile acestei societăți la stat. În acest fel, datoria RAFO Onești către statul român devine aproape 14.000 de miliarde (424 de milioane de dolari).[6]
- 7 octombrie: Andrei Pleșu și Mircea Dinescu și-au anunțat demisia din Colegiul CNSAS în semn de protest față de votul din Colegiu conform căruia liderul PRM Corneliu Vadim Tudor nu a făcut poliție politică, deși documentele primite de la SRI susțineau contrariul.[7]
- 9 octombrie: În Afganistan au loc primele alegeri democratice. Hamid Karzai este ales președinte.
- 11 octombrie: Senatul a votat Proiectul de lege privind construirea Catedralei Mântuirii Neamului în Parcul Carol. S-a stabilit trecerea unui teren de 13.814 m2, cu titlu gratuit, în proprietatea Patriarhiei Bisericii Ortodoxe Române.[8]
- 12 octombrie: România a cucerit 20 de medalii de aur la Campionatul Mondial de karate.
- 12 octombrie: Camera Deputaților din România a aprobat proiectul de lege prin care publicitatea la produsele din tutun va fi interzisă în presa scrisă, la radio și televiziune, cinematografe sau pe panouri publicitare.
- 14 octombrie: Guvernul Năstase dă o Ordonanță de Urgență care să-i permită lui Adrian Năstase să candideze la președinție; legea prevedea că partidele politice sau alianțele politice pot prezenta candidați la funcția supremă în stat, însă Năstase este susținut de o alianță electorală (PSD+PUR) și nu de una politică, înregistrată la tribunal.[9]
- 27 octombrie: Cutremur în Vrancea, cu o magnitudine de 6 grade pe Richter și o intensitate în zona epicentrală de 7 grade Mercalli. Fără victime sau pagube materiale.

## Nașteri
- 8 octombrie: Antonia Duță, gimnastă română
- 10 octombrie: Zain al-Rafeea, actor sirian

## Decese
- 2 octombrie: Vasile Pascaru, 67 ani, regizor de film, cineast și scenarist din R. Moldova (n. 1937)
- 3 octombrie: Janet Leigh, 77 ani, actriță, cântăreață, dansatoare și autoare americană (n. 1927)
- 5 octombrie: Maurice Wilkins, 87 ani, biofizician britanic (n. 1916)
- 7 octombrie: Miki Matsubara, 44 ani,  cântăreață și compozitoare de J-pop, japoneză (n. 1959)
- 8 octombrie: Jacques Derrida (n. Jackie Derrida), 74 ani, filosof francez (n. 1930)
- 10 octombrie: Christopher D'Olier Reeve, 52 ani, actor, regizor și producător american (n. 1952)
- 10 octombrie: Maurice Shadbolt (n. Maurice Francis Richard Shadbolt), 72 ani, scriitor neozeelandez (n. 1932)
- 11 octombrie: Peter Kerr, 82 ani, politician britanic (n. 1922)
- 11 octombrie: Alexandru Ungureanu, 47 ani, scriitor român de literatură SF (n. 1957)
- 11 octombrie: Alexandru Ungureanu, scriitor român (n. 1957)
- 14 octombrie: Ivan Shamiakin, 83 ani, scriitor belarus (n. 1921)
- 18 octombrie: Johnny Norman Haynes, 71 ani, fotbalist britanic (atacant), (n. 1934)
- 19 octombrie: Kenneth Eugene Iverson, 83 ani, informatician canadian (n. 1920)
- 19 octombrie: Liviu Vasilică, 54 ani, interpret român de muzică populară din zona Olteniei (n. 1950)
- 20 octombrie: Vasile Constantinescu, 61 ani, poet, prozator și eseist român (n. 1943)
- 23 octombrie: Bill Nicholson (n. William Edward Nicholson), 85 ani, fotbalist și antrenor britanic (n. 1919)
- 25 octombrie: John Peel (n. John Robert Parker Ravenscroft), 65 ani, jurnalist și producător muzical britanic (n. 1939)
- 28 octombrie: Rosalind Hicks (n. Rosalind Margaret Clarissa Christie), 85 ani, fiica scriitoarei britanice Agatha Christie (n. 1919)
- 29 octombrie: Prințesa Alice, Ducesă de Gloucester (n. Alice Christabel Montagu Douglas Scott), 102 ani (n. 1901)
- 30 octombrie: Aurel Daraban, 65 ani, deputat român (2000-2004), (n. 1939)